# Sóvágó László
Sóvágó László (Hajdúböszörmény, 1951. szeptember 5. –) magyar jogász, politikus, országgyűlési képviselő (1990–1994), Hajdúszoboszló polgármestere (1994–2019).

## Életpályája

### Iskolái
Általános iskoláit Debrecenben járta ki. Középiskolai tanulmányait a Péchy Mihály Építőipari Technikumban végezte el; 1970-ben érettségizett. 1975–1979 között a József Attila Tudományegyetem Jogtudományi Karának hallgatója volt.

### Pályafutása
1961-ben szülei Debrecenbe költöztek. 1970–1972 között sorkatonai szolgálatot teljesített. 1972–1974 között a Nádudvari Nagyközségi Tanács igazgatási ügyintézője volt. 1974–1990 között a Hajdúszoboszlói Városi Tanács építőgépésze, ügyintézője, csoportvezetője és igazgatási osztályvezetője volt. 1996–2008 között a Magyar Fürdővárosok Szövetségének elnöke volt.

### Politikai pályafutása
1988-tól az MDF helyi szervezetének alapító és vezetőségi tagja. 1990–1992 között az Önkormányzati, közigazgatási, belbiztonsági és rendőrségi bizottság titkára, 1992–1994 között alelnöke volt. 1990–1994 között országgyűlési képviselő (Hajdúszoboszló) volt. 1993-ban a mentelmi, összeférhetetlenségi és mandátumvizsgáló bizottság tagja volt. 1993–1994 között az Ügyrendi bizottság tagja volt. 1994–2002 között a Hajdú-Bihar Megyei Közgyűlés tagja volt. 1994–2019 között Hajdúszoboszló polgármestere (1994–1998: Választási Szövetség Hajdúszoboszló; 1998–2002: Fidesz-FKGP-MDF-Hajdúszoboszlói Gazdakör; 2002–2006: Fidesz-MDF-Gazdakör; 2006–2019: Összefogás Hajdúszoboszlóért és a Jövőért Egyesület) volt. 2006-ban országgyűlési képviselőjelölt volt.

## Családja
Szülei Sóvágó Imre és Nagy Mária voltak. 1972-ben házasságot kötött Markos Veronika tanárnővel. Két lánya született: Anett (1977–) és Orsolya (1979–).